# Корчанска, Поградецка, Колонийска, Деволска и Москополска епархия
Корчанската, Поградецка, Колонийска, Деволска и Москополска епархия (на албански: Mitropolia e Shenjtë e Korçës, Pogradecit, Kolonjës, Devollit dhe Voskopojës; на гръцки: Ιερά Μητρόπολη Κορυτσάς) е епархия с ранг митрополия на Албанската православна църква с център южноалбанския град Корча.

## История
Според кондиката на Корчанската митрополия, създадена при митрополит Партений (1670 - 1676), град Корча е построен в 1490 година при султан Баязид на мястото на старо село. Датата на основаването на епархията е неизвестна. Според грамотите на Василий II Българоубиец от XI век за създаване на Охридската архиепископия районът попада в диоцеза на Костурската митрополия. От 1030 до 1490 г. е в Колонийската и Деволска епископия.
До 1670 година Корчанската епископия е подчинена на Охридската архиепископия. В тази година архиепископ Партений II Охридски, родом от Корча, и наместник на епископския престол, повишава епархията в митрополия. Новата митрополия наречена Корчанска и Селасфорска (Κορυτσάς και Σελασφόρου) има и една епископия – Деволската и Колонийска (Δεβόλης και Κολωνίας).
След закриването на Охридската архиепископия в 1767 година, Корчанската и Селасфорска митрополия минават под управлението на Вселенската патриаршия и митрополит Генадий (1766 - 1779) заема 75-о място в списъка на митрополитите на Константинополската катедра. Наследникът на митрополит Генадий Йоаким (1779 - 1790) въвежда титлата Корчанска и Москополска митрополия (Κορυτσάς και Μοσχοπόλεως) по името на процъфтяващия влашки град в епархията Москополе. Името Корчанска и Москополска се пази и при родения в Москополе митрополит Йоасаф II (1798 - 1816). В 1816 година при митрополит Мелетий (1816 - 1828) титлата е Корчанска, Селасфорска и Москополска (Κορυτσάς, Σελασφόρου και Μοσχοπόλεως). От март 1828 до май 1834 година Корчанската митрополия е слята с Погонианската архиепископия с втори център в манастира „Света Богородица Моливдоскепастис“. Съединението става при корчанския митрополит Висарион, който получава титлата Корчански и Погониански. В 1835 година митрополит Кирил получава титлата Корчански и Пърметски (Κορυτσάς και Πρεμετής). В 1875 година при митрополит Доротей към титлата се прибавя и ипертим и екзарх на Горна Македония (υπέρτιμος και έξαρχος Άνω Μακεδονίας), запазена до 1916 година. В 1885 година титлата на митрополит Филотей става Корчански, Пърметски и Москополски (Κορυτσάς, Πρεμετής και Μοσχοπόλεως). През януари 1902 година Корчанската митрополия е на 34 място в йерархията на Вселенската патриаршия.
След създаването на автономна Албанска православна църква в 1929 година катедрата е под управлението на непризнатите примати на Албанската църква Висарион и Христофор. На 3 април 1937 година след признаването на новата църква от Вселенската патриаршия митрополит става Евлогий.

## Предстоятели
Епископи на Охридската архиепископия
| Име        | Име         | Управление                              | Забележка | Години |
| ---------- | ----------- | --------------------------------------- | --- | ------ |
| Нимфонт    | Νίμφων      | споменат в 1389/1390                    | в надпис в църквата „Иисус Христос Животворец“ в Борие, северозападно от Корча |        |
| Харитон    | Χαρίτων     | споменат в 1503                         | в старата кондика на бобощичкия манастир „Свети Николай“ |        |
| Йосиф      | Ιωσήφ       | споменат в 1532                         | |        |
| Гавриил    | Γαβριήλ     | в 1550                                  | възможно да е същият, който при архиепископ Никанор е отлъчен от архиерейски събор и при архиепископ Софроний е смущавал Охридската църква заедно с Мацуки и незаконния костурски митрополит Максим              |        |
| Тимотей    | Τιμόθεος    | ? - юли 1566                            | в италийски м. |        |
| Гавриил    | Γαβριήλ     | 1572 – 1580                             | |        |
| Даниил     | Δανιήλ      | в 1579/1580                             | като Селасфорски и Корчански (Σελασφόρου καί Κοριτζας) |        |
| Атанасий   | Αθανάσιος   | около 1590                              | |        |
| Зосима     | 1600        | наместник на катедрата като охридски а. | |        |
| Неофит     | Νεόφυτος    | през септември 1624, 1628               | подписал писмо на Порфирий Охридски до папа Урбан VIII, в 1628 пътувал в Русия |        |
| Митрофан   | Μητροφάνης  | в 1631                                  | споменат в синодната грамота на архиепископ Аврамий |        |
| Константий | Κωνστάντιος | около 1663                              | в кондиката на бобощичкия манастир „Свети Николай“ е отбелязано, че при Константий някой си Иван Капа Маре от Москополе построил кула 160 години след построяването на манастирската църква въ Бобощица – в 1503 |        |
| Игнатий    | Ιγνάτιος    | споменат в 1668                         | |        |

Митрополити на Охридската архиепископия
| Име      | Име       | Управление                                             | Забележка                               | Години      |
| -------- | --------- | ------------------------------------------------------ | --------------------------------------- | ----------- |
| Партений | Παρθένιος | 1670 - 1676                                            | наместник на катедрата като охридски а. |             |
| Макарий  | Μακάριος  | на 9 август 1691 и 13 август 1693                      |                                         |             |
| Атанасий | Αθανάσιος | умрял преди 14 януари 1694                             |                                         |             |
| Даниил   | Δανιήλ    | 24 януари 1694 - 1709                                  | по-рано драчки м.                       |             |
| Йоасаф   | Ιωάσαφ    | 1709 - 1719 и наместник 1719 - 1745 като охридски а. † |                                         | 1660 – 1745 |
| Никифор  | Νικηφόρος | споменат в 1746, 1748 и 1750                           |                                         |             |
| Макарий  | Μακάριος  | на 15 август 1752, 1 март 1753 и 4 август 1756         |                                         |             |
| Даниил   | Δανιήλ    | на 6 март 1759                                         |                                         |             |
| Дионисий | Διονύσιος | 1765 - 1766                                            | по-рано охридски а.                     |             |

Митрополити на Вселенската патриаршия
| Име                  | Име                     | Управление                         | Забележка                                   | Години      |
| -------------------- | ----------------------- | ---------------------------------- | ------------------------------------------- | ----------- |
| Генадий              | Γεννάδιος               | 6 октомври 1766 – 1779             |                                             |             |
| Йоаким I             | Ιωακείμ                 | 1779 – 1790                        |                                             |             |
| Константин           | Κωνσταντίνος            | 1790 – 1798                        |                                             |             |
| Йоасаф               | Ιωάσαφ                  | 1798 - 1816                        | роден в Москополе, по-рано хариуполски т.е. |             |
| Мелетий              | Μελέτιος                | 1816 - ноември 1827                | от клавдиуполски, във воденски м.           |             |
| Висарион             | Βησσαρίων               | ноември 1827 - януари 1835         | в мраморноостровен м.                       | ? – 1847    |
| Кирил                | Κύριλλος                | януари 1835 – декември 1845        | по-рано воденски м., в ганоски м.           | ? – 1847    |
| Неофит               | Νεόφυτος                | декември 1845 - 1874 †             | бивш дринополски м.                         | ? – 1874    |
| Доротей I            | Δωρόθεος Ευελπίδης      | 18 април 1874 – 8 май 1875 †       |                                             | 1825 – 1875 |
| Доротей II           | Δωρόθεος Χρηστίδης      | 7 юни 1875 - 26 август 1885        | в иконийски м.                              | 1841 – 1924 |
| Филотей              | Φιλόθεος Κωνσταντινίδης | 26 август 1885 - 1 юни 1893        | от ксантийски м., в димотишки м.            | 1844 – 1904 |
| Григорий             | Γρηγόριος Προδρόμου     | 1 юни 1893 – 15 юни 1893           | от родоски м., по-късно сервийски м.        | 1841 – 1902 |
| Антим                | Άνθιμος Τσάτσος         | 15 юли 1893 - 21 юли 1894          | по-рано еноски м., в лероски м.             | 1827 – 1913 |
| Хрисант              | Χρύσανθος               | 21 юли 1894 - 1895                 | от лероски м.                               |             |
| Гервасий I           | Γερβάσιος Ωρολογάς      | 30 април 1895 - 14 май 1902        | в кесарийски м.                             | 1864 – 1916 |
| Фотий                | Φώτιος Καλπίδης         | 19 май 1902 – 9 септември 1906 †   |                                             | 1865 – 1906 |
| Гервасий II          | Γερβάσιος Σαρασίτης     | 9 септември 1906 - 1 април 1910    | от родополски м., в анкарски м.             | 1867 – 1934 |
| Герман               | Γερμανός Αναστασιάδης   | 8 юни 1910 - 1916                  | от струмишки м., по-късно сисанийски м.     |             |
| Яков Драчки          | Ιάκωβος Νικολάου        | 1919 - 1921                        | драчки м., патриаршески екзарх              | ? – 1958    |
| Йеротей Милитуполски | Ιερόθεος Γιαχοτόπουλος  | 1921                               | милитуполски е., патриаршески екзарх        |             |
| Йоаким II            | Ιωακείμ Στρουμπής       | 24 февруари 1922 - 7 октомври 1924 | от ардамерски е., в кардамилски м.          | 1880 – 1950 |

Епископи на Албанската православна църква
| Име                          | Име                                | Управление                        | Забележка                | Години      |
| ---------------------------- | ---------------------------------- | --------------------------------- | ------------------------ | ----------- |
| Висарион Тирански и Албански | Visarion Xhuvani                   | управляващ, 1929 – 27 май 1936    |                          | 1890 – 1965 |
| Христофор Синадски           | Kristofor Kisi, Χριστόφορος Κίσσης | управляващ, 1936 – 1937           |                          | 1881 – 1948 |
| Евлогий                      | Ευλόγιος Κουρίλας                  | 1937 – 1945                       |                          | 1880 – 1961 |
| Агатангел                    | Agathangjel Çamçe                  | 1945 - януари 1946 †              | от бивш белградски е.    | 1877 – 1946 |
| Паисий                       | Paisi Vodica                       | 18 април 1948 - 25 август 1949    | в тирански и албански а. | 1882 – 1966 |
| Софроний Борова              | Sofron Borova                      | свещеник, управляващ, 1949 – 1952 |                          | ? – 1965    |
| Филотей                      | Filothei Duni                      | септември 1952 – 1963 †           |                          | ? – 1963    |
| Дамян Аргирокастренски       | Damian Kokoneshi                   | управляващ, 1963 – 1966           |                          | 1886 – 1973 |
| Кирил                        | Qirill Naslazi                     | 1966 - 1968 †                     | от белградски е.         | ? – 1968    |

Митрополити на Албанската православна църква
| Име       | Име                    | Управление                | Забележка | Години |
| --------- | ---------------------- | ------------------------- | --------- | ------ |
| Христодул | Χριστόδουλος Μουστάκης | 28 юли 1996 – 18 юли 1998 |           | 1951 – |
| Йоан      | Joan Pelushi           | 20 юли 1998 –             |           | 1956 – |